# Eslovènia Activa
Eslovènia Activa (Aktivna Slovenija) és un partit polític d'Eslovènia.
El partit fou fundat el 2004 i a les eleccions legislatives de 3 d'octubre de 2004, va obtenir el 3,0% dels vots i cap escó.
El partit es va formar d'una escissió del Partit dels Joves d'Eslovènia durant les eleccions europees de 2004. Els membres d'Eslovènia Activa afirmaren que la decisió del partit no fou democràtica.
En el congrés de 8 de maig de 2004 a Novo Mesto es formà el partit i escolliren Franci Kek com a primer líder. El partit tenia un sol membre a l'Assemblea Nacional d'Eslovènia en fundar-se, Igor Stemberger, però va perdre l'escó en les Eleccions legislatives eslovenes de 2004.